# Годінештій-де-Жос
Годінештій-де-Жос (рум. Godineștii de Jos) — село у повіті Бакеу в Румунії. Входить до складу комуни Вултурень.
Село розташоване на відстані 237 км на північ від Бухареста, 28 км на південний схід від Бакеу, 86 км на південь від Ясс, 126 км на північний захід від Галаца.

## Населення
За даними перепису населення 2002 року у селі проживали 256 осіб, усі — румуни. Усі жителі села рідною мовою назвали румунську.